# Санта-Крус (Галапагоські острови)

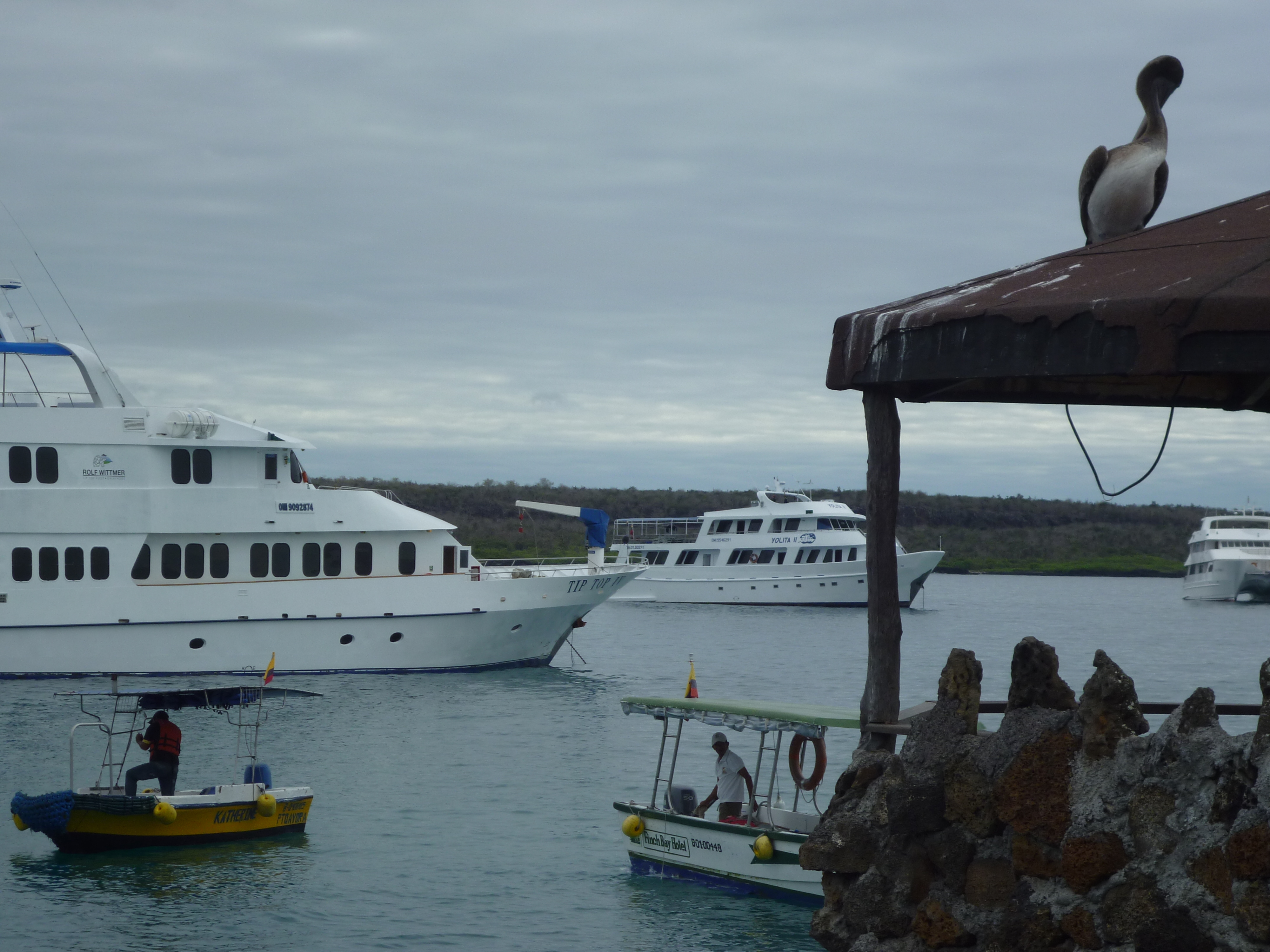
Санта-Крус

Санта-Крус (ісп. Santa Cruz) — один з островів Галапагоського архіпелагу площею 986 км² і максимальною висотою 864 м. Острів розташований в центрі архіпелагу та адміністративно входить до складу кантону Санта-Крус та є другим за розміром островом після Ісабели. На острові розташований адміністративний центр кантону, місто Пуерто-Айора, найбільше поселення провінції Галапагос, та кілька менших поселень, мешканці яких переважно займаються сільським господарством та скотарством. Острів сформований великим зараз неактивним вулканом, останнє виверження якого відбулося біля півтора мільйонів років тому. В результаті залишків активності цього вулкану на острові існують два кратери, Media Luna і Los Gemelos. Острів названий за назвою Святого Хреста, символу християнства. Англійська назва острова, Indefatigable, походить від назви корабля Indefatigable.

## Визначні пам'ятки острова
- Дослідницька станція Чарльза Дарвіна
- Штаб-квартира Національного парку Галапагос
- Лавові тунелі
- Резерв гігантських черепах
- Печера чорної черепахи
- Cerro Dragón
- Tortuga Bay
- Los Gemelos